# Declaració de drets (document legal)
Una declaració de drets, també anomenada carta de drets, és una llista de drets dels ciutadans d'una jurisdicció.

## Cartes de drets de les Comunitats Autònomes espanyoles
Els catàlegs de drets i deures dels ciutadans de les comunitats autònomes espanyoles inclosos en els estatuts d'autonomia poden estar inserts en el propi estatut, remitits a una Carta de Drets posterior o una opció mixta.
Les comunitats autònomes que optaren per especificar en el seu estatut que posteriorment s'hauria d'elaborar una carta de drets per a especificar o ampliar els drets recollits en l'estatut foren Navarra, País Basc, Catalunya, el País Valencià i les Illes Balears.
Les lleis basca i navarresa foren foren reformades diverses vegades:
El cas d'Euskadi fou la Llei 10/2000, de 27 de desembre, de Carta de Drets Socials i el cas de Navarra, la Llei Foral 9/1999, de 6 d'abril, per a una Carta de Drets Socials. Ambdues .
El cas català amplia amb la Carta de Drets i Deures els establits a l'estatut.
Els casos valencià i balear estableixen als seus estatuts la creació d'una Carta de Drets Socials on es contindrien aquests drets, no especificats a l'estatut. Són, respectivament, els arts. 10 i 16.
Al País Valencià es va publicar la Llei 4/2012, de 15 d'octubre, de la Generalitat per la que s'aprova la Carta de Drets Socials de la Comunitat Valenciana (DOCV 18 octubre 2012; BOE 7 novembre 2012).
En el cas balear, s'ha quedat en la iniciativa legislativa de l'Avantprojecte de Llei de Carta de Drets Socials de la Comunitat Autònoma de les Illes Balears.
A més de les cartes de drets relatives als estatuts, hi ha cartes de drets aprovades sense cap vinculació a l'estatut d'autonomia, com és el cas de la Carta de Drets del Ciutadà de Castella-La Manxa (Decret 30/1999, de 30 de març).